# Sjöabergsgölen
Sjöabergsgölen är en sjö i Värnamo kommun i Småland och ingår i Lagans huvudavrinningsområde.